# Гарриета (черепаха)
Гарриета (англ. Harriet, около 1830 — 23 июня 2006) — галапагосская черепаха, признанная одной из старейших в мире.

## Биография

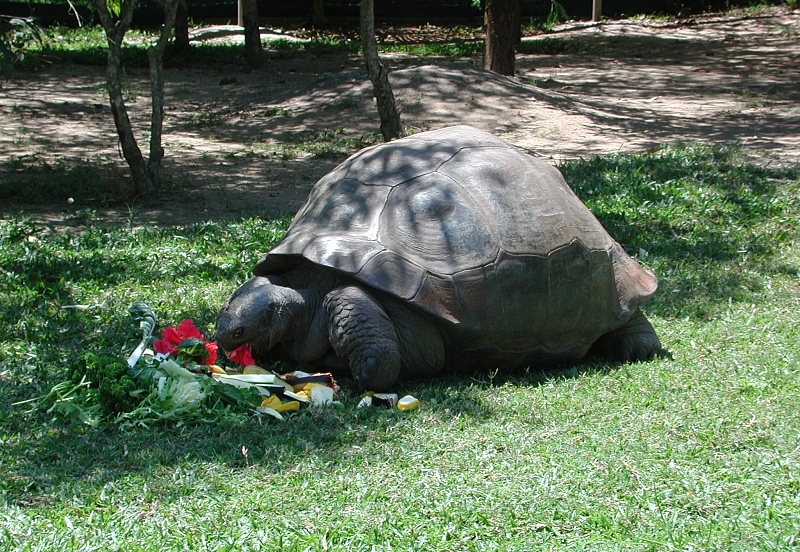
Галапагосская черепаха Гарриета, зоопарк Квинсленда, 2002

Слоновая черепаха по кличке Гарриета появилась на свет приблизительно в 1830 году на одном из островов Галапагосского архипелага и умерла 23 июня 2006 года в Австралийском зоопарке.
Считается, что в 1835 году её и ещё двух особей этого вида вывез в Великобританию известный натуралист и учёный Чарльз Дарвин. Поскольку в тот момент животное было величиной не более тарелки, его возраст оценили в пять-шесть лет. Пол животного был определён как мужской, и оно получило кличку Гарри.
В 1841 году всех трёх животных перевезли в Брисбенский ботанический сад в Австралии.
В 1952 году Брисбенский ботанический сад был закрыт, и черепаха была выпущена в заповедную зону австралийского побережья. Здесь её в 1960 году обнаружил директор зоопарка с Гавайев и установил, что пол животного — женский. Через некоторое время черепаху переселили в Австралийский зоопарк.
Поскольку документы животного были утеряны ещё в 1920-х годах, то документально подтвердить возраст черепахи не представляется возможным. Тем не менее в 1992 году был проведён генетический анализ, который подтвердил, что Гарриета родом с Галапагосских островов и её возраст — не менее 162 лет.
В 2004 году был торжественно отмечен её 175-й день рождения. На тот момент черепаха весила 150 кг, будучи размером с небольшой обеденный стол. Живя в зоопарке, она принадлежала Стиву и Терри Ирвин.
23 июня 2006 года Гарриета умерла от сердечной недостаточности.